# Pseudotriton
Pseudotriton es un género compuesto por tres especies de anfibios caudados pertenecientes a la familia Plethodontidae. Se distribuyen por el este de los Estados Unidos de América.

## Lista de especies
- Pseudotriton diastictus Bishop, 1941
- Pseudotriton montanus Baird, 1850
- Pseudotriton ruber (Sonnini de Manoncourt et Latreille, 1801)